# Magui
Magüí Payán é um município da Colômbia, localizado no departamento de Nariño.